# Tyler Kleven
Tyler Kleven (Fargo, Dakota del Norte, 10 de enero de 2002) es un jugador profesional estadounidense de hockey sobre hielo que se desempeña en la posición de defensor izquierdo en Ottawa Senators, equipo de la National Hockey League (NHL).

## Carrera
Fue seleccionado en la segunda ronda en la NHL Entry Draft de 2020. En 2022 hizo su debut profesional con el equipo Ottawa Senators, donde lleva jugando dos temporadas.